# Paepalanthus fallax
Paepalanthus fallax är en gräsväxtart som beskrevs av Gustave Beauverd. Paepalanthus fallax ingår i släktet Paepalanthus och familjen Eriocaulaceae. Inga underarter finns listade i Catalogue of Life.